# Past Perfect
Past Perfect is een Brits platenlabel, dat onder meer vintage muziek uit de jaren twintig, dertig en veertig, jazz, bigband-muziek, filmmuziek, muziek van het Great American Songbook en operamuziek (opnieuw) uitbrengt. Het label werd opgericht door Michael Daly en Nigel Jagger en is gevestigd in Oxfordshire.